# کندالینی یوگا

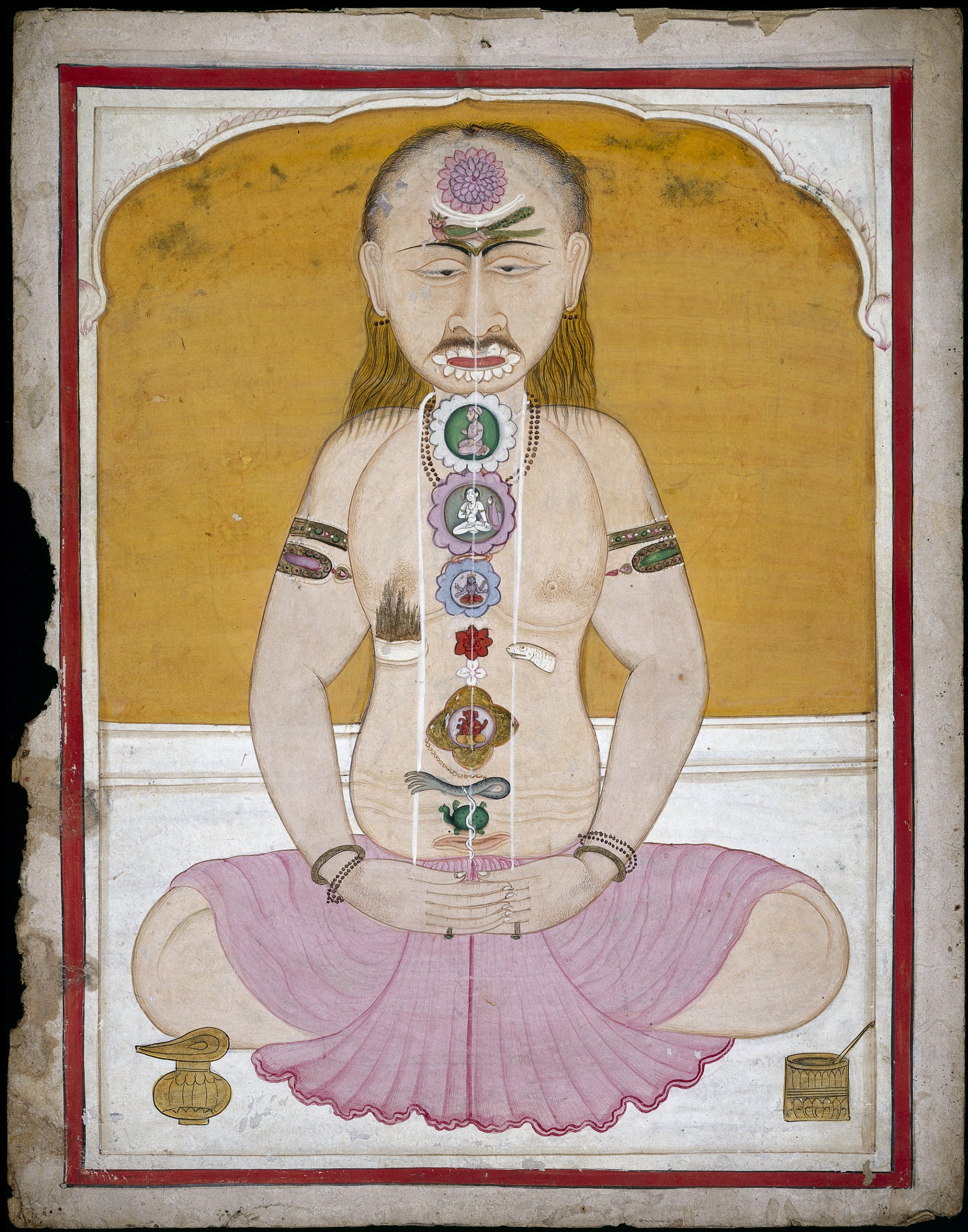
یک تصویر هندی تانترایی که کانال‌های انرژی در بدن را به تصویر می‌کشد.

کندالینی یوگا، نام یکی از مکاتب یوگا است که بر بیدار کردن انرژی کندالینی از طریق انجام منظم تمرینات مانترا، تانترا، یانترا، یوگا و مدیتیشن تمرکز دارد و به همین علت است که کندالینی یوگا نام دارد. از کندالینی یوگا اغلب به عنوان خطرناک‌ترین نوع یوگا یاد می‌شود.
هدف نهایی این یوگا بیدارکردن نیروی خفته و بالقوه ایست که باور پیروان‌ش بر آن است در هر انسانی وجود دارد. این نیرو به ماری تشبیه شده که در چاکرای ریشه سه دور و نیم به دور خود چرخیده وچنبره زده است ؛ به آن مار کندالینی می گویند. همچنین کندالینی یوگا را یوگای آگاهی هم نامیده اند که از انواع تمرین های بدنی (آساناها)، تمرین های تنفسی (پرانایام)، مودرا ها و باندها (قفل ها و حالات بدنی) و تمرین های ذهنی برای بیدار کردن نیروی بالقوه درونی انسان استفاده می کند تا شخص قادر شود حقیقت را بیان دارد، ارزش های والای انسانی را حفظ کند و بر شفقت و خدمت به دیگران متمرکز شود. به کندالینی یوگا، لایا یوگا هم می گویند که به معنای محو شدن، یا جذب شدن می باشد و احتمالاً به معنای جذب شدن در نیروی الهی و محو نفس یا ایگوی شخصی ست.